# Udea confinalis
Udea confinalis is een vlinder uit de familie van de grasmotten (Crambidae), uit de onderfamilie van de Spilomelinae. De wetenschappelijke naam van deze soort is voor het eerst voorgesteld als Botys confinalis door Julius Lederer in een publicatie uit 1858.

## Verspreiding
De soort komt voor in Griekenland, Turkije, Syrië, Irak en Iran.

## Ondersoorten
- Udea confinalis confinalis (Lederer, 1858) (Turkije, Syrië, Irak, Iran)
- Udea confinalis graecalis (Staudinger, 1870) (Griekenland)